# Teaterföreningen Arnljotspelen
Teaterföreningen Arnljotspelen bildades 1937, på initiativ av tonsättaren och musikkritikern Wilhelm Peterson-Berger, av de medverkande i uppförandet av Peterson-Bergers opera Arnljot som taldrama på Arnljotlägden på Frösön. 
Föreningen har sedan 1937, med undantag av åren 1940–1944, årligen uppfört Arnljot som taldrama. Dess namn var fram till 1989 Amatörföreningen Frösöspelen.